# Ursprung und Verbreitung des Dharma der alten und neuen Kadam
| Tibetische Bezeichnung                                                           |
| -------------------------------------------------------------------------------- |
| Tibetische Schrift: བཀའ་གདམས་གསར་རྙིང་གི་ཆོས་འབྱུང་ཡིད་ཀྱི་མཛེས་རྒྱན                         |
| Wylie-Transliteration: bka' gdams gsar rnying gi chos 'byung yid kyi mdzes rgyan |
| Chinesische Bezeichnung                                                          |
| Vereinfacht: 新旧噶当史籍; 新旧噶当教法史                                        |
| Pinyin:Xin-jiu Gadang shiji; Xiu-jiu Gadang jiaofa shi                           |

Ursprung und Verbreitung des Dharma der alten und neuen Kadam von Penchen Sönam Dragpa (pan chen bsod nams grags pa; 1478–1554) ist ein historiographisches Werk aus dem Jahr 1529, das unter anderem in der tibetischen Schneeland-Buchreihe (gangs can rig mdzod) erschien, herausgegeben von Sönam Tsheten (bsod nams tshe brtan).
Das Werk des Abtes von Ganden, der später auch die Neuen Roten Annalen (deb ther dmar po gsar ma) verfasste, ist eine Darstellung der Biographien der wichtigsten Lehrer der Kadam- und der Gelug-Schule, die unter dem Titel  Ursprung und Verbreitung des Dharma der alten und neuen Kadam (tib. (kurz): bka' gdams gsar rnying gi chos 'byung) veröffentlicht wurde.